# Zaslon na dotik
Zaslon na dotik oz. zaslon, občutljiv na dotik (znan tudi pod angleškim izrazom touchscreen) je računalniška vhodno-izhodna enota, ki s površino, namenjeno prikazovanju podatkov, zaznava tudi dotik uporabnikovega prsta ali ustrezno ostrega predmeta (npr. pisala). To uporabniku omogoča neposredno interakcijo z grafičnimi elementi na zaslonu za razliko od drugih vhodnih enot (npr. miške), kjer je interakcija posredna, prek kurzorja.
Prvi uporabni zasloni na dotik so se pojavili konec šestdesetih let. Sprva so se uveljavili predvsem v okoljih, kot so industrijski obrati in javni prostori (npr. informacijski terminali v muzejih, bankomati ipd.), kjer je razširjena kombinacija tipkovnice in miške preokorna za upravljanje, prezapletena ali preveč izpostavljena vandalizmu. V zadnjih letih doživlja tehnologija zaslonov na dotik eksploziven razmah na račun vedno večje priljubljenosti elektronskih naprav, kot so navigatorji GPS, dlančniki, pametni telefoni, tablični računalniki, bralniki elektronskih knjig itd.
Obstaja več tehnologij, ki zagotavljajo občutljivost na dotik. Tako lahko strojna oprema zaznava lego dotika s spremembo električnega upora ali kapacitivnosti površine, spremembo osvetlitve ali prevajanja zvočnega valovanja na določenem preseku točk nad njo ipd. Mikrokontroler v napravi nato spremeni podatke o legi v ukaz. Zasloni z več merilnimi elementi omogočajo točnejšo zaznavo lege, komercialno dostopni pa so tudi že sistemi, ki zaznavajo dotike na več mestih hkrati (t. i. »multitouch«).
Slaba stran uporabniških vmesnikov z zasloni na dotik je predvsem neergonomičnost. Človek ni prilagojen za držanje rok pred seboj dlje časa, kar povzroča bolečine v mišicah in otrplost rok ob dolgotrajnejši uporabi. Če je zaslon nameščen nižje in bolj položno, pa ga mora uporabnik gledati navzdol, kar povzroči bolečine v vratu. Razmah naprav z zasloni na dotik, ki se zanašajo izključno na vidno podajanje informacij, povzroča težave tudi slepim in slabovidnim.